# 帕特維沼澤國家公園
帕特维沼泽國家公園（芬蘭語：Patvinsuon kansallispuisto）是芬蘭的一個國家公園，位於北卡累利阿區。帕特维沼泽國家公園成立於1982年，面積105平方（41平方英里）。公園內有80（50英里）長的徒步行走路径。

## 外部連結
- Patvinsuon kansallispuisto （页面存档备份，存于） （文）
- Patvinsuo （页面存档备份，存于） （文）